# Simone Tippach-Schneider
Simone Tippach-Schneider (* 1962 in Rostock-Warnemünde) ist eine deutsche Publizistin und Ausstellungsmacherin mit den Schwerpunkten: Geschichte der industriellen Massenkultur, Alltagskultur und Kunst in der DDR und Zeitgenössische Kunst. 

## Biografie
Nach einer Lehre als Dekorateurin studierte Tippach-Schneider ab 1981 zunächst Werbeökonomie an der Fachschule für Werbung und Gestaltung in Berlin. Danach folgte bis 1990 ein Studium der Kultur- und Kunstwissenschaften an der Humboldt-Universität zu Berlin. 1996 erhielt sie vom Deutschen Rundfunkarchiv DRA ein „Stipendium zur Erforschung der Rundfunk- und Mediengeschichte der DDR“ und promovierte 2001 an der Fakultät Erziehungs- u. Gesellschaftswissenschaften der Universität der Künste Berlin mit der Studie Das Werbefernsehen in der DDR von 1959 bis 1976 – Lebensgestaltungsmuster der industriellen Massenkultur im Spannungsverhältnis der sozialen Wirklichkeit. Hauptberuflich arbeitete sie fünf Jahre als Redakteurin bei der Fachzeitschrift „Neue Werbung“ im Verlag Die Wirtschaft Berlin. Anschließend übernahm sie Aufträge für die Presse- und Öffentlichkeitsarbeit beim Kulturamt Mitte von Berlin und bei der BAO Berlin-Marketing Service GmbH. 1993 begann sie als freie Autorin bei den Fachmagazinen „Affiche“, The International Poster Magazine (Arnheim/Niederlande), und „Junge Kunst“, Zeitschrift der Fördergemeinschaft Junger Kunst e. V., sowie den Berliner Kulturzeitungen „scheinschlag“ und „Freiraum“. Zeitgleich koordinierte sie für drei Jahre die Weiterbildungsprojekte beim IDZ, Internationales Design Zentrum Berlin e. V. Seit 1996 arbeitet Tippach-Schneider freiberuflich als Autorin und Kuratorin. Weiterhin erstellte sie im Auftrag von staatlichen und privaten Trägern kulturelle Nutzungskonzepte für historische Gebäude.

## Kuratorin

### Dokumentationszentrum Alltagskultur der DDR
- ABC des Ostens. 26 Objektgeschichten, Wanderausstellung des Dokumentationszentrums Alltagskultur der DDR, Eisenhüttenstadt, 2000–2006
- Das Kollektiv bin ich. Utopie und Alltag in der DDR, Ausstellung des Dokumentationszentrums Alltagskultur der DDR in Eisenhüttenstadt und im Willy-Brandt-Haus Berlin, 2000/2001

### Kunstarchiv Beeskow
- Zwischen Himmel und Erde. Landschaftsbilder in der DDR, Ausstellung des Kunstarchivs Beeskow im Haus der Brandenburgisch-Preußischen Geschichte in Potsdam, im Brandenburgischen Textilmuseum Forst (Lausitz), in der Burg Beeskow, im Kraftwerk des Historisch-Technischen Informationszentrums Peenemünde, 2004–2006
- Ein weites Feld. Landwirtschaft in der Malerei der DDR, Ausstellung des Kunstarchivs Beeskow in der Burg Beeskow, im Kurt-Tucholsky-Literaturmuseum (Schloss Rheinsberg), im Freilichtmuseum Domäne Dahlem Berlin, im Kreisheimatmuseum Bad Frankenhausen, in den Meininger Museen (Schloss Elisabethenburg) in der Spandauer Straße Berlin, im Kulturhaus Mestlin, 2005–2010
- LEBENS-MITTEL KUNST, Ausstellung des Kunstarchivs Beeskow und der Artothek der Sozialen Künstlerförderung Berlin in der Burg Beeskow und im Abgeordnetenhaus von Berlin, 2007–2009
- Büchsenwurst und roher Fisch. Stillleben aus dem Kunstarchiv Beeskow, Ausstellung des Kunstarchivs Beeskow in der Burg Beeskow, 2008/2009
- Helden auf Zeit. Porträts aus dem Kunstarchiv Beeskow, Ausstellung des Kunstarchivs Beeskow in der Burg Beeskow, im Schloss Sondershausen und im Abgeordnetenhaus von Berlin, 2009–2011
- Junge Kunst in Polen 1949-1959. Porträts aus der Sammlung „Krag Arsenalu 1955“, Ausstellung des Kunstarchivs Beeskow in Kooperation mit dem Muzeum Lubuskie (Gorzów Wielkopolski) in der Burg Beeskow, 2010

### Deutsche Stiftung Kulturlandschaft
- „Kunst fürs Dorf – Dörfer für Kunst“, Pilotprojekt der Deutschen Stiftung Kulturlandschaft mit den Künstlern Leni Hoffmann (Düsseldorf), Rolf Wicker (Berlin), Henrik Mayer und Martin Keil von der RG Reinigungsgesellschaft (Dresden/Odessa) und den Gemeinden Ferdinandshof, Lelkendorf, und Grambow in Mecklenburg-Vorpommern, 2008–2010

## Publikationen (Auswahl)
- Kultur aus der Mitte. Zwischen Alltag und Stadtpolitik, Fischer, Tippach-Schneider, Mustrop (Hg.), Berlin 1996, ISBN 3-928409-22-0
- Messemännchen und Minol-Pirol. Werbung in der DDR, Schwarzkopf und Schwarzkopf, Berlin 1999, ISBN 3-89602-300-4
- Wegweiser durch die Kulturförderung. Silke Fischer, Simone Tippach-Schneider, Kulturamt Mitte Berlin (Hg.), 2. überarbeitete und ergänzte Auflage  2000, ISBN 3-9803312-1-0
- Das Kollektiv bin ich. Utopie und Alltag in der DDR. Merkel, Becker, Tippach-Schneider (Hg.), Katalog zur Ausstellung des Dokumentationszentrums Alltagskultur  der DDR, Köln; Weimar; Wien 2000, ISBN 3-412-13900-9
- Tausend Tele-Tips. Das Werbefernsehen in der DDR, 1959 bis 1976, Schwarzkopf und Schwarzkopf, Berlin 2004, ISBN 3-89602-478-7
- Das große Lexikon der DDR-Werbung. Kampagnen und Werbesprüche, Macher und Produkte, Marken und Warenzeichen, 2. Aufl., Schwarzkopf und Schwarzkopf, Berlin 2004, ISBN 3-89602-539-2
- Zwischen Himmel und Erde. Landschaftsbilder aus der DDR. Katalog zur Ausstellung, Kunstarchiv Beeskow 2004, ISBN 3-00-014407-2
- Ein weites Feld. Landwirtschaft in der Malerei der DDR, Katalog zur Ausstellung, Kunstarchiv Beeskow 2005
- LEBENS-MITTEL KUNST, Begleitheft zur Ausstellung des Kunstarchivs Beeskow und der Artothek der Sozialen Künstlerförderung Berlin, 2007
- Helden auf Zeit. Porträts aus dem Kunstarchiv Beeskow, Katalog zur Ausstellung, 2009, ISBN 978-3-00-027641-5
- Junge Kunst in Polen 1949-1959. Porträts aus der Sammlung „Krag Arsenalu 1955“, Begleitheft zur Ausstellung, Kunstarchiv Beeskow /Muzeum Lubuskie im Jana Dekerta, 2010
- BilderBühnen. Leinwandszenen aus dem Kunstarchiv Beeskow, 1978 bis 1988, Katalog zur Ausstellung, 2010, ISBN 978-3-00-031450-6
- Versteinerter Reiter. Druckgrafik aus dem Kunstarchiv Beeskow, Begleitheft zur Ausstellung, 2011, ISBN 978-3-00-035436-6
- Diva & Heldin. Frauenbilder in Ost und West, Katalog zur Ausstellung, 2012, ISBN 978-3-9813375-3-2